# Leal (Dacota do Norte)
Leal é uma cidade localizada no estado norte-americano de Dacota do Norte, no Condado de Barnes.

## Demografia
Segundo o censo norte-americano de 2000, a sua população era de 36 habitantes.
Em 2006, foi estimada uma população de 34, um decréscimo de 2 (-5.6%).

## Geografia
De acordo com o United States Census Bureau tem uma área de
0,3 km², dos quais 0,3 km² cobertos por terra e 0,0 km² cobertos por água. Leal localiza-se a aproximadamente 447 m acima do nível do mar.

## Localidades na vizinhança
O diagrama seguinte representa as localidades num raio de 20 km ao redor de Leal.